# Christoph Ehrenreich Geyer von Edelbach
Christoph Ehrenreich Geyer von Edelbach, seit 1665 „Freiherr von Edelbach, Edler Herr auf Triesch und Parschenbrunn“ (* um 1580; † Januar 1667) war niederösterreichischer Land-Untermarschall.

## Leben
Christoph Ehrenreich war der Sohn von Lorenz Geyer von Edelbach.
1623 kaufte er Reinprechtspölla von seinem älteren Bruder Reichard. Christoph war zuerst fürstlich Passauischer Rat und Oberkastner zu Stockerau. Am 15. Juni 1635 wurde er unter die nö. Ritterstandsgeschlechter aufgenommen, am 23. November 1637 wurde er NÖ Regiments-Rath und 1654 NÖ Landuntermarschall. Am 24. Jänner 1656 erfolgte die Aufnahme unter die alten nö. Ritterstandsgeschlechter. Am 25. Mai 1665 wurde er und seine Nachkommen von Kaiser Leopold I. mit dem Prädikat „Edle Herrn, Herrin, Fraun und Fräulein auf Triesch (Mähren) und (Ober-)Parschenbrunn“ in den Freiherrnstand erhoben. Er starb im Jänner 1667 und wurde in der Franziskaner-Kirche in Stockerau, deren Wohltäter er war, begraben.
Christoph war verheiratet mit Barbara Ämilia Gold von Lampoding, durch sie erhielt er das Gut Oberparschenbrunn. Weiters war er Herr von Triesch in Mähren. Das Paar hatte drei Söhne und zwei Töchter, von den Söhnen hatte nur Carl Leopold einen Sohn Carl Anton, der 1732 noch lebte.